# Сербиченко, Александр Каллистратович
Александр Каллистратович Сербиченко (17(29).11.1890 — 14.01.1938) — советский партийный и государственный деятель.

## Биография
Родился в местечке Люботино Валковского уезда Харьковской губернии. Сын железнодорожника.
В 1900 г. переехал с семьей в Крюков-на-Днепре Кременчугского уезда. Там окончил одноклассное земское училище. В 1903—1905 работал на лесопильных заводах, потом — на других предприятиях, в 1907—1916 на железной дороге.
В 1916 уехал в Харьков, там работал в вагонных мастерских. В феврале 1917 г. делегирован в 1-й городской совет рабочих депутатов.
На 2-м Всеукраинском съезде избран членом ЦИКУК и назначен членом правительства в качестве народного секретаря путей сообщения (правительство Украинской советской республики тогда находилось в Таганроге).
Во время первой оккупации Украины Петлюрой и немцами эвакуировался в Воронеж и затем переехал в Москву (1918). По заданию партии выезжал на работу в Екатеринбург и Курск.
В 1919 командирован в Харьков, где был председателем райпарткома Ивановского района, председателем райисполкома, членом губисполкома и членом губкома.
С февраля 1920 по март 1921 зам. пред. Харьковского губисполкома, член бюро губкома.
В 1921 г. в марте назначен зам. наркома внутренних дел Украины и в июле 1921 г. — предгубисполкома в Кременчугской губернии, где проработал до мая 1922 г. В июле-сентябре 1922 зам. пред. Харьковского губисполкома. С сентября 1922 г. по сентябрь 1924 г. пред. губисполкома Полтавской губернии.
С октября 1924 г. по июнь 1925 г. обучался на курсах при ЦК КП(б)У, после чего назначен зам. пред. Совнаркома УССР. В этой должности был до 1933 г. Кандидат в члены Политбюро ЦК КП(б) Украины (1927—1933).
Член ВУЦИК 2, 4, 5, 6, 7 и 8 созывов; член ВЦИК — 1, 8, 9 и 10 созывов; член ЦИК — 1, 2 и кандидат в члены ЦИК 3-го созыва.
В 1933—1934 уполномоченный Народного комиссариата путей сообщения СССР. В 1934—1935 торгпред СССР в Австрии. В 1935—1937 зам. председателя Сталинградского облисполкома. Арестован 29 августа 1937 г. Расстрелян.
Именем Сербиченко названа улица в Кременчуге.